# 坂口美奈子
坂口 美奈子（さかぐち みなこ、1965年8月12日 - ）は、主に東海地方を中心に活動しているローカルタレント・ラジオパーソナリティ（現在は東京へ生活・活動拠点を移している）。
本名は非公表（坂口は結婚前の姓。既婚者であるが入籍の有無を公表していないため）。
愛知県岡崎市出身。短大在学中に「Eたまギャルズ」の一員としてタレントデビュー。タレント事務所には所属しないフリーランスのタレントとして活動していた。

## 活動休止から再開までの経緯
平成19年1月から9月までタレント活動を休止。転落事故により一時意識不明の重体に陥るほどの重傷を負ったためであるが、この間の経緯は下記の通り。
- 2007年1月15日 - 出演予定であった『かにタク言ったもん勝ち』を突然出演をキャンセル。この際「個人的な事情」とのみ説明があり、翌日『ぴーかんテレビ 元気がいいね!』もスタジオ出演がなくリポートのVTRのみの出演となった。
  - その週の内に『2COOL!』からの降板が決まったが『土曜はどーよ』は長期休養扱いのまま同年3月の放送終了までピンチヒッター起用が続いていた。ぴーかんテレビについては事実上の降板の扱いになった。
- 2007年2月17日 - 『土曜はどーよ』の番組中に家族からのコメントが紹介され、初めて事故負傷による休養であることを公表。
- 2007年3月23日 - 『2COOL!』で、降板前のパートナーであった大澤広樹が一連の顛末を説明した。事故当時はタレント復帰の目途が立たないほどの重傷を負い、2月の公表時点ではまだ本人からのコメントが寄せられる状態にはなかった。その後実父が「驚異的な回復」と語るほどの回復ぶりを見せた。とのことだった。また休養後初めて本人のコメントが紹介され、10月の復帰を目途にリハビリテーションに励んでいるとのことだった。
- 2007年3月30日 - 『土曜はどーよ』の最終回の冒頭にて本人からコメントが寄せられる。
- 2007年6月20日 - 『宮地佑紀生の聞いてみや〜ち』にサプライズの形で約半年振りに東海ラジオに出演。
  - 本人が東海ラジオへ回復の挨拶をしに来局した所を宮地佑紀生に呼び止められ急遽出演となった。この中で今回の件について、「転落事故によりかなりの箇所を骨折し入院していた。」という説明のみ行った。「杖がないとまっすぐ歩けない状態(杖があっても歩行困難のときもある)との事で完全復帰はもう少し先になりそうだが、1日も早く体を直して復帰したい」とコメントしていた。
- 2007年9月12日 - 『2COOL!』のパーソナリティーへの復帰（4シーズン目の起用）が決まり、東海ラジオ秋改編の記者会見に出席した。6月のサプライズ出演を除き8ヶ月ぶりに公の場に復帰した。
- 2007年10月8日 - 『2COOL!』（月曜日）で1月13日『土曜はどーよ』以来の東海ラジオの番組に復帰。
- 2008年10月7日 - 『ぴーかんテレビ』に1年10か月ぶりに出演。
- 2009年3月31日 - 『2COOL!』『ぴーかんテレビ』を降板し引退。『2COOL!』の最終回で引退の理由として当時の流行語である『雇い止め』を東海ラジオから申し渡されたからと説明していたが、再婚以降東京に生活拠点を移し、タレントの仕事がある時のみ名古屋に戻っており、タレント業と主婦業の両立が困難であった故の引退劇であった。
- 2015年6月、かつて番組で共演していたタクマのオファーを受けタクマの単独ライブに出演。約6年ぶりに表舞台に顔を出した。
- 2019年4月、10年ぶりに東海ラジオの番組に出演。『TOKYO UPSIDE STATION』パーソナリティである川島葵が産休のため、同年6月までの3ヶ月限定で同番組のパーソナリティを務めることとなった[1]。あわせて『松原敬生の日曜も歌謡曲』内で川島が担当していたコーナー「東京からも歌謡曲」も担当していた。

## 過去の出演番組

### テレビ番組
- ぴーかんテレビ 元気がいいね! （東海テレビ）
- すっぴんテレビ（東海テレビ）
- I stage （テレビ愛知）
- 新キッズ・ウォー2 （CBCテレビ）
- おもいっきり○ミエTV （三重テレビ）

### ラジオ番組
- TOKYO UPSIDE STATION（東海ラジオ、2019年4月7日-2019年6月30日、川島葵の産休に伴う代演）
- 松原敬生の日曜も歌謡曲（東海ラジオ）　※「東京からも歌謡曲」コーナー担当、川島の代演
- NORINORIあふたぁぬーん（東海ラジオ）
- ラジオテリアPM3 （東海ラジオ）
- 土曜はごきげん天野良春ショー（東海ラジオ）
- さか松ゲン（東海ラジオ）
- 2COOL! （東海ラジオ） - 事故により途中降板となった2006年放送分も含め、番組開始以来5シーズン連続出演している唯一のパーソナリティである。また、全シーズン通して全曜日担当しているのは坂口と山浦ひさしと東海ラジオアナウンサーの青山紀子である。
  - 2004年版（2004年10月 - 2005年3月） - 水曜日担当。
  - 2005年版（2005年10月 - 2006年3月） - 月曜日・火曜日担当。
  - 2006年版（2006年10月 - 2007年1月11日） - 火曜日・金曜日担当。
  - 2007年版（2007年10月 - 2008年3月） - 月曜日担当。
  - 2008年版 - 木曜日担当。
- 松原・坂口の土曜はど〜よ!? （東海ラジオ）
- ミナコレ! （東海ラジオ）
- Music Selection （東海ラジオ）
- かにタク言ったもん勝ち（東海ラジオ） - 元東海ラジオアナウンサー蟹江篤子が休暇中の時のピンチヒッターとして出演。

その他、80年代後半から90年代後半にかけて、全国のレーシング会場におけるレースクイーンイベントのMCを数多く務めた。2000年頃に宗政美貴に譲るまで名古屋でのタレントの傍ら全国のレーシング会場での仕事をこなし、古参のレースクイーンマニアで坂口の名を知らない者はいないとされる。